# Kochelsee
Kochel-søen eller Kochelsee er en sø i det sydlige Tyskland, 70 km syd for München nær de Bayerske Alper. Den ligger i til kommunerne Schlehdorf og Kochel am See. Den nordlige del af søen ligger i Bayerisches Alpenvorland, de lavere områder før Alperne, mens de første bjerge rejser sig syd for søen. Floden Loisach passerer søen og løber ind i den ved landsbyen Schleh og udløb ved Kochel.